# Foeniculum vulgare

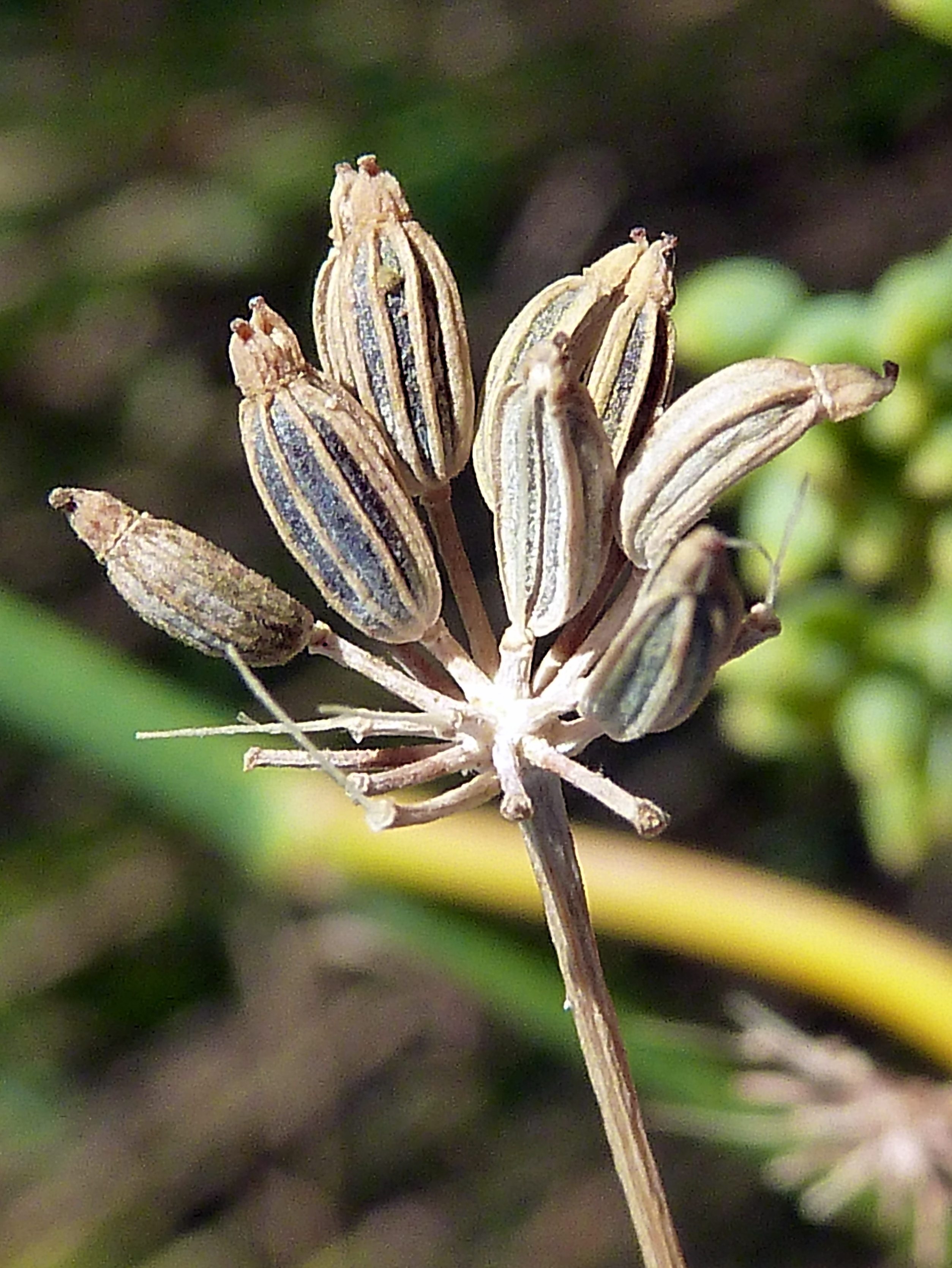
Frutos de dos mericarpios monospermas

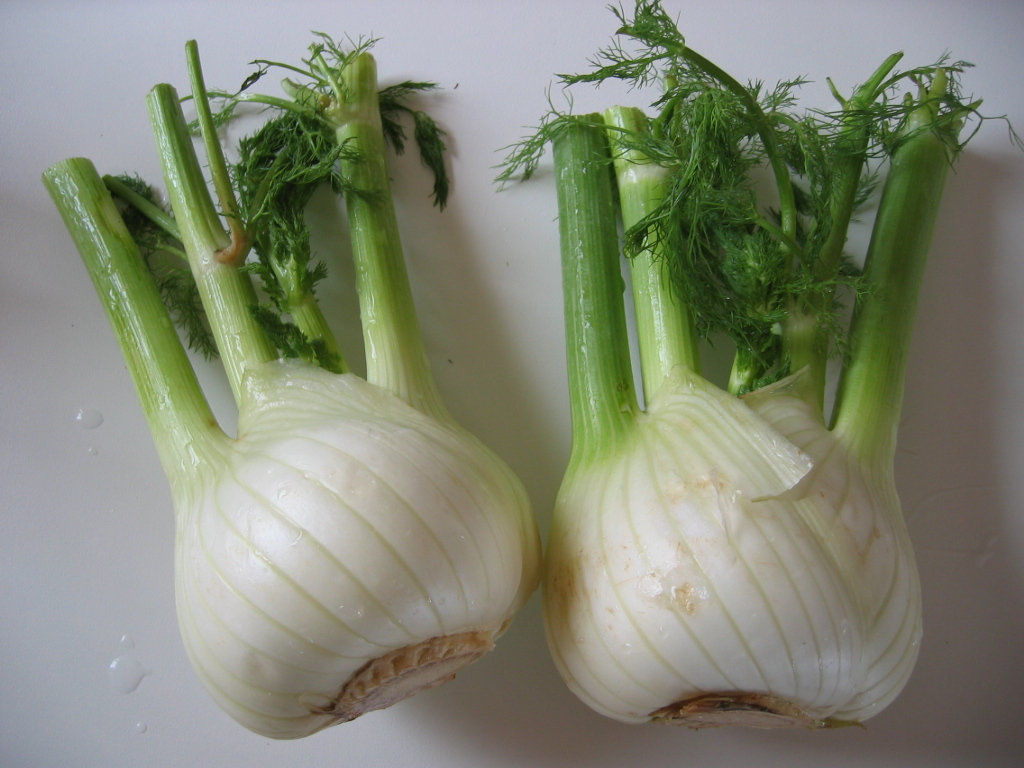
«Bulbos» del hinojo de Florencia.

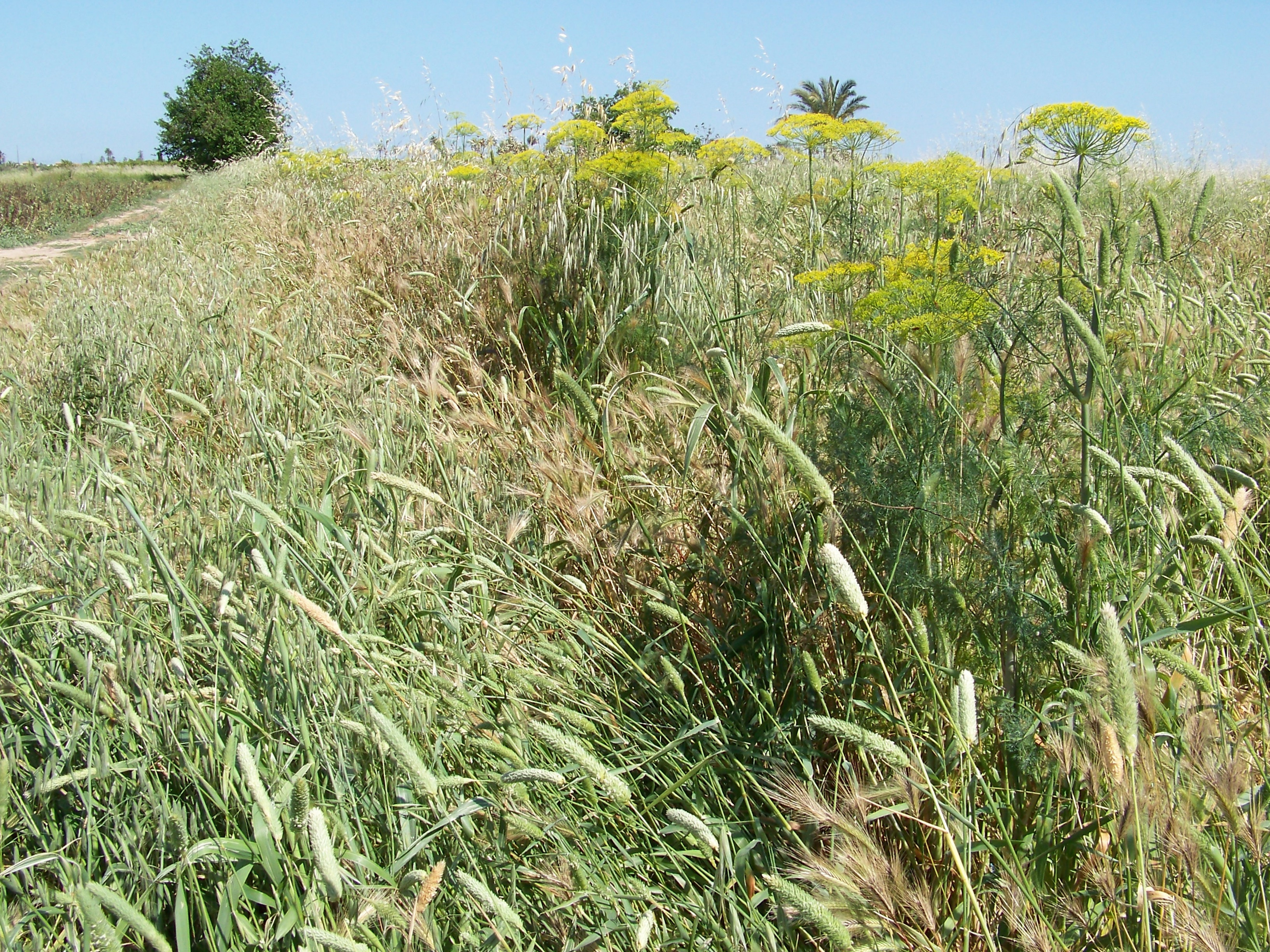
Cultivo

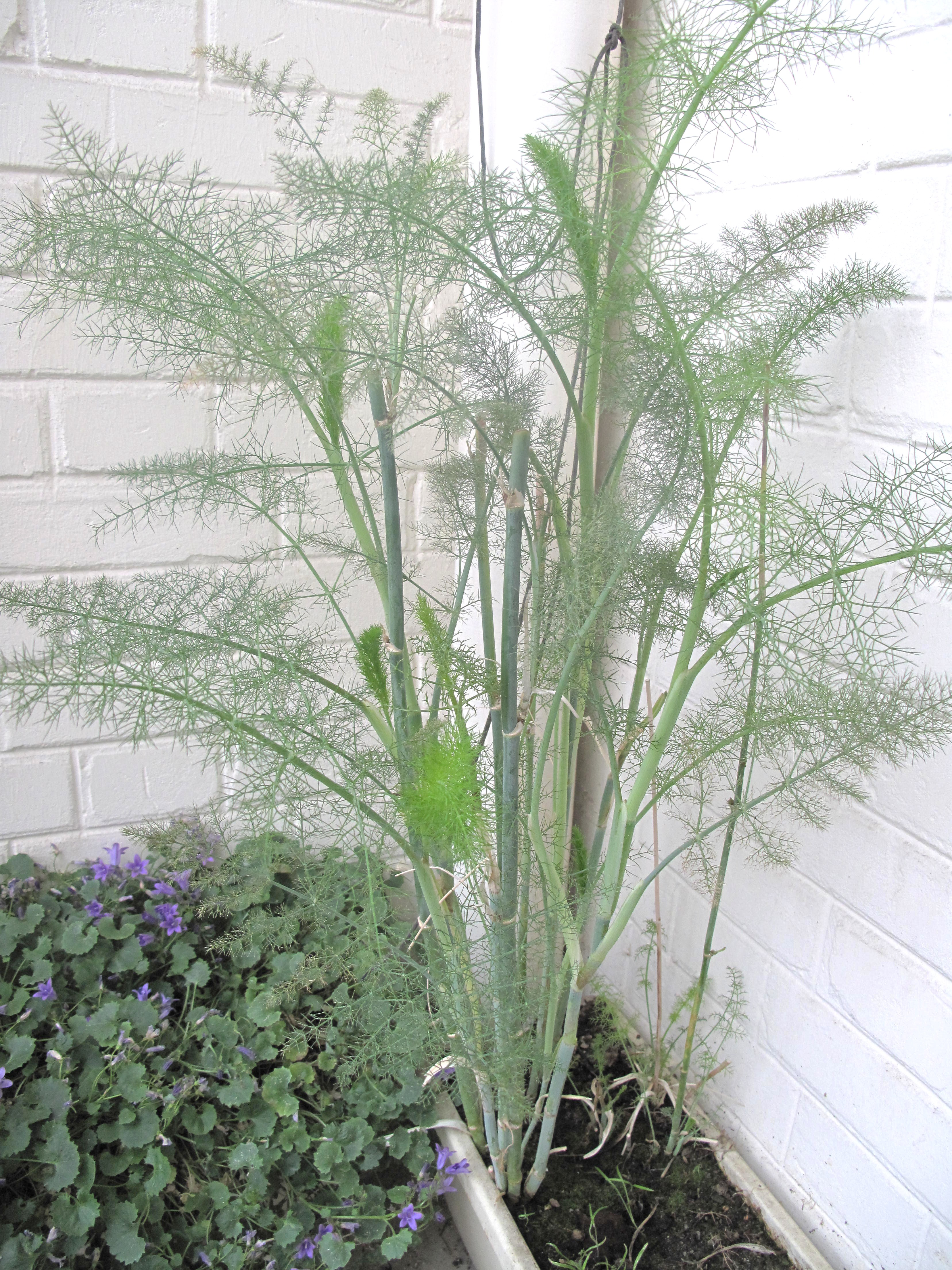
Vista de la planta en jardín

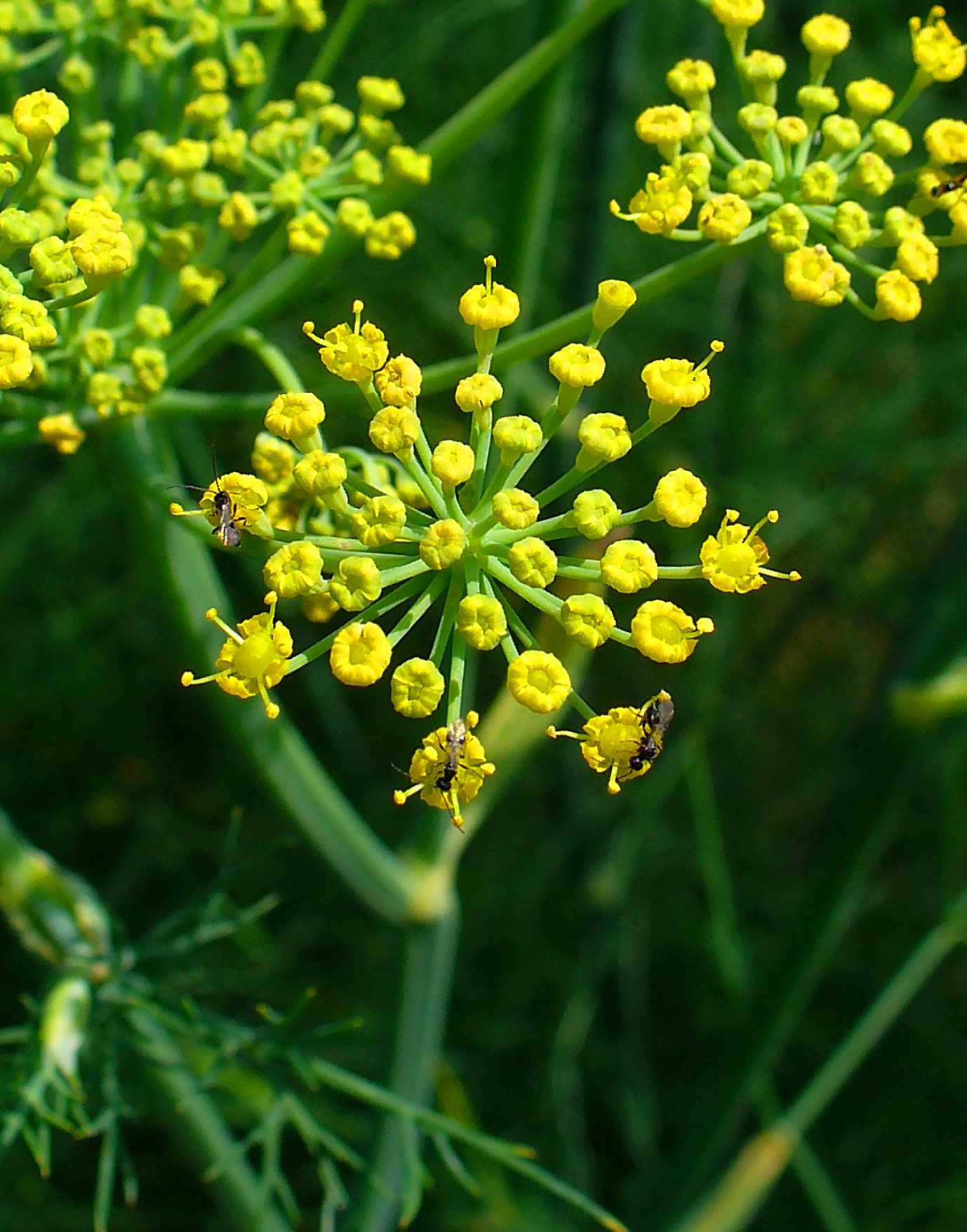
Inflorescencia

El hinojo (Foeniculum vulgare) es una especie de planta herbácea de la familia Apiaceae. Se encuentra distribuida por las zonas templadas de  todo el mundo, aunque nativa de la zona meridional de Europa, en especial la costa del mar Mediterráneo, donde crece en estado silvestre. Es una hierba perenne y sumamente aromática, cultivada para su empleo en gastronomía.

## Descripción
La planta es de porte erecto y puede alcanzar los dos metros de altura. Las hojas, de color verde intenso, son largas y delgadas, acabando en segmentos con forma de aguja, que se endurecen exteriormente en el verano para evitar la pérdida de agua. La inflorescencia es una umbela de pedúnculos largos y las flores están organizadas en umbelulas terminales de diez a cuarenta florecillas, enteramente amarillas doradas, sobre pedúnculos cortos en el apex de los radios primarios. Tienen simetría pentámera, con pétalos inconspicuos, cinco estambres y gineceo bicarpelar con un par de estilos (uno por carpelo) divergentes y algo reflejos. El fruto es un esquizocarpio de dos mericarpios claramente separados, de color pardo oscuro hasta negruzco, de unos 5 mm de largo, pentagonales y con cinco costillas más claras bien marcadas.

## Historia
El uso medicinal del hinojo es bastante antiguo, como lo demuestra su presencia en la Capitulare de villis vel curtis imperii, una orden emitida por Carlomagno que reclama a sus campos para que cultiven  una serie de hierbas y condimentos incluyendo "feniculum" identificada actualmente como Foeniculum vulgare.

## Variedades
Las variedades de hinojo más conocidas son:
- Hinojo de Florencia o hinojo dulce: es la variedad de hinojo que más se cultiva en la cuenca mediterránea, especialmente en primavera.
- Hinojo Armo: de bulbo grueso y blanco.
- Hinojo Carmo: de bulbo redondo, liso y blanco.
- Hinojo Pollux: redondo y de gran tamaño.
- Hinojo Genio: es de tamaño medio y se caracteriza por un bulbo redondo y firme.[cita requerida]

## Usos

### Culinarios
El hinojo es muy versátil ya que los tallos y las hojas picados se utilizan como hierba aromática, las semillas como especia y el bulbo como hortaliza, aportando en cada caso un característico sabor y aroma anisados e intensos.
Las semillas se usan secas y se combinan con una serie de platos como curries (en este caso se muelen), panes, pasteles, pescados (arenque, caballa y salmón) y tartas.
- El hinojo se utiliza comúnmente en la gastronomía de España en la confección de encurtidos, aliños y salsas, por aportar un típico aroma anisado.[9] Es un ingrediente habitual para aromatizar las populares aceitunas en distintas regiones olivareras de España, siendo un aliño tradicional en Cieza, Fortuna y Abanilla (Murcia), Jaén, o Campo Real (Madrid). En Galicia se utiliza tradicionalmente para aromatizar las castañas cocidas.

- Entre los platos que ha aportado la etnia gitana en Andalucía, figuran las habichuelas con hinojo, una elaboración que es popular en Jerez de la Frontera; o los hormigos, una elaboración popular de Serón.

- En la gastronomía de Marruecos el bulbo de hinojo fresco se utiliza en ensaladas y como ingrediente en asados de cordero y ternera, así como en algunas variedades de Tayín.

- En Francia el hinojo es un ingrediente clásico de la gastronomía occitana, con platos tan típicos como la lubina a la provenzal.

- En la gastronomía de la India el hinojo se utiliza molido y en grano como especia de uso corriente, pudiendo formar parte de la mezcla Garam masala; es típico de la gastronomía de Cachemira tanto en la cocina hindú como la musulmana. En muchos libros de cocina, especialmente las traducciones occidentales, se indican granos de anís como ingrediente de algunas recetas, cuando en realidad en su origen se usan los granos enteros de hinojo, similares en aspecto pero muy diferentes. En la India el anís en grano no es utilizado.

### Uso en medicina popular
De las semillas se obtiene un aceite esencial usado en fitoterapia. El aceite del fruto contiene principalmente un mínimo de 60 % de anetol, un mínimo de 15 % de fenchona, y un máximo de 5 % de estragol.
En herboristería es considerada una planta con propiedades diuréticas y carminativas. También se le puede dar un uso externo para aliviar las irritaciones de los ojos cansados y la conjuntivitis.
La ESCOPY y la Comisión E la indican para el tratamiento de dispepsias, cólicos, trastornos espásticos del tracto gastrointestinal, flatulencias y sensación de saciedad, así como para el catarro de las vías respiratorias superiores. Ensayos realizados en laboratorios muestran actividad insecticida, antifúngica, digestiva, carminativa y espasmolítica. Favorece la digestión, contribuye a expulsar los gases, reduciendo la hinchazón y vientre hinchado. Se potencian sus efectos digestivos combinando con plantas carminativas: anís, comino, alcaravea, manzanilla, poleo, menta, alcachofera, cardo mariano, hierbabuena, hierbaluisa, melisa.

## Cultivo
Se cultiva para extraer la parte inferior que tiene un «bulbo» comestible, aludido anteriormente, muy aromático, conocido como «Hinojo de Florencia», y que es en realidad una especie de cogollo formado por las bases muy dilatadas de los tallos apretadas entre sí, simulando por su forma un bulbo, sobre todo cuando los tallos están cortados. Se usa dicha hortaliza cruda o cocida.
Cultivado también por las semillas, con variedades de altura humana y con umbellas grandes, densas, bastante aplanadas y  en número reducido, facilitando mucho su recolección en cantidades importantes. Se usan incluso para la extracción a escala industrial de anetol, que es el compuesto insaturado que le da su olor anísado típico, y que es utilizado ampliamente en la confección de licores y otras bebidas muy difundidas en el Mediterráneo.

## Aromas y fitoquímica
El carácter aromático de los frutos del hinojo se deriva de los aceites volátiles que contiene, que imparten aromas mixtos, incluyendo el trans-anetol y el estragol (parecido al regaliz), la fenchona, la (menta, el alcanfor), el limoneno, 1-octen-3-ol (champiñón). Otras sustancias que se encuentran en los frutos del hinojo son los polifenoles, como el ácido rosmarínico y la luteolina, entre otros en menor contenido.
El aceite esencial de F. vulgare también tiene usos no alimentarios. Pavela et al 2016 encuentran que este ácido esencial es insecticida.

## Taxonomía
Foeniculum vulgare fue descrita por Philip Miller y publicado en The Gardeners Dictionary:  8.ª edition Foeniculum no. 1, en 1768.

#### Etimología
Ver: Foeniculum
vulgare: epíteto latino que significa "vulgar, común".

#### Sinonimia
- Anethum dulce (Mill.) DC.
- Anethum foeniculum var. piperitum (Ucria) DC.
- Anethum foeniculum L.
- Anethum piperitum Ucria
- Foeniculum azoricum Mill.
- Foeniculum capillaceum f. dulce (Mill.) Rouy & E.G.Camus in Rouy & Foucaud
- Foeniculum capillaceum subsp. piperitum (Ucria) Rouy & E.G. Camus in Rouy & Foucaud
- Foeniculum capillaceum var. macrocarpum Rouy & E.G. Camus in Rouy & Foucaud
- Foeniculum capillaceum Gilib.
- Foeniculum divaricatum Griseb.
- Foeniculum dulce Mill.
- Foeniculum officinale subsp. dulce (Mill.) Nyman
- Foeniculum officinale subsp. pateri Prodán
- Foeniculum officinale var. dulce (Mill.) Arcang.
- Foeniculum officinale var. sativum (Bertol.) Arcang.
- Foeniculum officinale All.
- Foeniculum piperitum subsp. divaricatum (Griseb.) Nyman
- Foeniculum piperitum var. pluriradiatum Boiss.
- Foeniculum piperitum (Ucria) C.Presl
- Foeniculum piperitum (Ucria) Sweet
- Foeniculum sativum Bertol.
- Ligusticum foeniculum (L.) Roth
- Meum foeniculum (L.) Spreng.
- Meum piperitum (Ucria) Ten.[19]

## Nombre común
- Castellano: abrojo (2), acinoji, acinojo, acinoju, aguardiente, ahinojo, alinoji, alinoju, almacio, anís, anises (4), anisete (3), anisete silvestre, anís (6), anís bravo, anís de Florencia, anís silvestre, arinojo (2), cañiguera, cenojo (3), cenoyo (2), cinoho, cinojo (7), cinojo , cinoju, cinoyo (2), ciollo, eneldo (3), enojo (2), enoyo, esmeldo, espárrago bravo, fanoyo (2), fenojo (8), fenol, fenoll, fenollo (5), fenoyo (2), fenullo, fenículo, finofio, finojo (2), fiollo (2), fioyo, funcho, funcho bravo, funcho ordinario, funcho silvestre, hacinojo, henojo, hierba de anís (2), hierba de San Juan, hierba santa (4), hinoja, hinojera (2), hinojo (63), hinojo amargo, hinojo común, hinojo doméstico, hinojo hortense, hinojos, hinojo salvaje, hinojo silvestre (2), hinojo vulgar, inojo, jenoyo, jinojo (4), linojo (10), mata la uva (2), matalahuga (2), matalauva, mellu, millu, millua, milu, perejil burrero, perejil de gitano (2), perejilón, senijo , sinijo, tenojo, tinojo, zenojo, zenoll, zenollo, zenullo, zinojo, zinojo. Las cifras entre paréntesis indican la frecuencia del uso del vocablo en España.[20]